# 沃爾斯特德角
沃爾斯特德角（英語：Cape Klovstad），是南極洲的海岬，位於維多利亞地的彭內爾海岸，處於科爾貝克灣和普羅特克申灣之間的羅伯特森灣南部，由英國探險隊繪入地圖，現時由南極條約體系管理。